# 阿斯门
阿斯门是大规模王府的一种旁门。较为讲究且规模较大的王府大门不会直通街道，而是在门前留有一庭院，院子前加一排倒座房，两旁设有称为阿斯门的旁门。